# Thành phố vòm
Thành phố có mái vòm là một loại cấu trúc lý thuyết hoặc hư cấu mà có chứa một lượng lớn diện tích đô thị dưới một mái nhà duy nhất. Trong hầu hết các mô tả, các mái vòm là kín gió và áp lực, tạo ra một môi trường sống có thể được kiểm soát nhiệt độ không khí, thành phần và chất lượng, thường do một bầu không khí bên ngoài (hoặc thiếu) mà là kẻ thù của sự cư trú cho một hoặc nhiều lý do. Thành phố có mái vòm đã là một nhân vật của khoa học viễn tưởng và ngày sau kể từ đầu thế kỷ 20, và có thể được bố trí trên Trái Đất, mặt trăng hay hành tinh khác.

## Xuất xứ
Các khái niệm của một thành phố có mái vòm đều không rõ ràng đến khi chúng xuất hiện. Các cụm từ "thành phố vòm" đã đi vào sử dụng vào thế kỷ 19.  Chúng còn có ý nghĩa là một đường chân trời với mái vòm tòa nhà.. Một cửa hàng của các khoa học viễn tưởng đầu đề cập đến 1.881 xã hội chủ nghĩa và trắng supremacist tưởng tượng Three Hundred Years Do đó bởi tác giả người Anh William Delisle Hay. Hay cuốn sách mô tả của một nền văn minh tương lai nơi mà hầu hết nhân loại sống ở các thành phố kính mái vòm dưới đáy biển, cho phép bề mặt của Trái Đất sẽ được sử dụng chủ yếu cho sản xuất nông nghiệp. Một vài ví dụ từ những năm đầu thế kỷ 20 cũng được liệt kê.

## Khuôn viên
Tác giả sử dụng các thành phố vòm để đáp ứng với nhiều vấn đề, đôi khi đến lợi ích của người dân sống trong họ và đôi khi không. Các vấn đề về ô nhiễm không khí và hủy hoại môi trường khác là một động cơ phổ biến, đặc biệt là trong các câu chuyện của giữa đến cuối thế kỷ 20. Trong một số công trình, thành phố đại diện cho các mái vòm đứng cuối cùng của một cuộc chạy đua của con người đó là đã chết hoặc sắp chết. Bộ phim năm 1976 của Logan Run hiển thị cả hai chủ đề. Các nhân vật đều có một cuộc sống thoải mái trong một thành phố có mái vòm, nhưng thành phố cũng phục vụ để kiểm soát dân chúng và để đảm bảo rằng nhân loại không bao giờ một lần nữa triển nhanh hơn các phương tiện của mình.
Các thành phố có mái vòm trong tiểu thuyết đã được giải thích như là một biểu tượng lòng rằng cả nuôi dưỡng và bảo vệ nhân loại. Trường hợp các câu chuyện khoa học viễn tưởng khác nhấn mạnh tầm vóc rộng lớn của vũ trụ, thành phố vòm đặt giới hạn về cư dân của nó, với những ẩn ý rằng sự hỗn loạn sẽ xảy ra sau khi họ tương tác với thế giới bên ngoài. Truyện tranh hành động đặc trưng Superman chăm sóc cho "thành phố đóng chai của Kandor ", một đoạn thu nhỏ của các hành tinh cam chịu Krypton trong DC Universe, với người cuối cùng của cuộc đua của họ.
Đôi khi nó được ấn định rằng một chính phủ đầy kinh hoàng có thể giữ cho dân số của nó nghiêm trang và hạnh phúc bằng cách đặt hành vi thay đổi khí vào khí quyển kiểm soát của một thành phố có mái vòm.

## Kỹ thuật
Trong những năm 1960 và 1970, các khái niệm thành phố có mái vòm đã được thảo luận rộng rãi bên ngoài ranh giới của khoa học viễn tưởng. Năm 1960, kỹ sư có tầm nhìn xa Buckminster Fuller mô tả 3 km dome đo đạc trải Midtown Manhattan rằng sẽ điều chỉnh thời tiết và giảm thiểu ô nhiễm không khí.
Một thành phố có mái vòm đã được đề xuất vào năm 1979 cho Winooski, Vermont và năm 2010 cho Houston.
Trong năm 2010, một thành phố có mái vòm của 100.000 đã được đề xuất cho các mỏ Mir ở Siberia.